# Amfitheater van Florence
Het Amfitheater van Florence was een Romeins amfitheater in de Italiaanse stad Florence.
Het amfitheater werd gebouwd tussen 124 en 130 n.Chr. in de toenmalige stad Florentia. Het stond destijds buiten de stadsmuur.
Nadat het amfitheater in de middeleeuwen buiten gebruik raakte, werden de restanten van de tribunes van het gebouw gebruikt als fundering voor nieuwe huizen. De vorm van het oude amfitheater is daarom nog steeds duidelijk herkenbaar in de plattegrond van de stad, bij het Piazza dei Peruzzi. Onder diverse middeleeuwse huizen zijn restanten van het amfitheater bewaard gebleven, waaronder dichtgemetselde bogen van de cavea.
Het amfitheater was 126 meter lang en 90 meter breed. Het bood plaats aan ongeveer 20.000 bezoekers.

## Bron
- Vertaald van de Italiaanstalige Wikipedia: Anfiteatro romano di Firenze